# بست برق (مقاطعة إسلام آباد غرب)
بست‌برق (بالفارسية: پست‌برق) هي قرية تقع في قسم حومة الشمالي الريفي (مقاطعة إسلام آباد غرب) في إيران. يقدر عدد سكانها بـ 27 نسمة .